# Microcuerpo
Un microcuerpo es un orgánulo citoplasmático que no puede diferenciarse morfológicamente. Son orgánulos especializados que actúan como contenedores de actividades metabólicas. Incluyen peroxisomas, glioxisomas, glicosomas y cuerpos de Woronin.
- Los peroxisomas contienen enzimas de beta oxidación (rompe los lípidos y produce Acetil-CoA), además de enzimas para numerosas rutas metabólicas importantes tales como el metabolismo de compuestos dañinos en el hígado (por ejemplo, alcohol).

- Los glioxisomas se encuentran en las semillas de las plantas, además de en los hongos filamentosos. Los glioxisomas son peroxisomas con una función adicional, el ciclo del glioxilato.

- Los glicosomas, además de enzimas peroxisomiales, contienen enzimas para la glicólisis y se encuentran entre los Kinetoplastea tales como Trypanosoma.

- Los cuerpos de Woronin son orgánulos especiales que se encuentran exclusivamente en Ascomycota. Una de sus funciones es taponar los poros septales para minimizar la pérdida de citoplasma cuando se producen daños en las hifas.[1]